# Borki (Opole)
Borki (dodatkowa nazwa w j. niem. Borrek) – jednostka urbanistyczna w ramach Dzielnicy I Borki, Brzezie, Czarnowąsy, Świerkle w Opolu. Dawniej samodzielne sołectwo. W granicach miasta od 1 stycznia 2017.
W latach 1975–1998 miejscowość administracyjnie należała do ówczesnego województwa opolskiego, następnie również do województwa opolskiego.

## Nazwa
Nazwa pochodzi od polskiej nazwy borek, zdrobnienia od staropolskiej nazwy lasu iglastego – boru. Heinrich Adamy w swoim dziele o nazwach miejscowości na Śląsku wydanym w 1888 roku we Wrocławiu wymienia jako najstarszą zanotowaną nazwę miejscowości Borki podając jej znaczenie "Waldchen" czyli po polsku "Gaik, lasek, borek". Pierwotna polska nazwa została później przez Niemców zgermanizowana na Borrek tracąc swoje pierwotne znaczenie.
W okresie hitlerowskiego reżimu w latach 1935-1945 administracja III Rzeszy zmieniła nazwę na nową, całkowicie niemiecką – Wäldchen, która jest dosłownym tłumaczeniem wcześniejszej polskiej nazwy.

## Zabytki
Do wojewódzkiego rejestru zabytków wpisany jest:
- kaplica-dzwonnica, z poł. XVIII w. (wypis z księgi rejestru)